# 谷氨酸脱氢酶
谷氨酸脱氢酶[NAD(P)+]是变构酶的一种，该酶通过氧化脱氢、转氨、联合脱氢和非氧化脱氢，等反应在体内产生。其中以联合脱氢最为重要，它催化可逆反应。

## 反应
- 催化反应: L-谷氨酸+H2O+NAD+⇔α-酮戊二酸+NH3+NADH